# Museo Badd Giacaman
El Museo Badd Yakaman (en árabe: متحف بد جقمان, transliterado «Mutħaf bad Yakaman», también conocido como Museo al-Bad para la Producción de Aceite de Oliva) está situado en el centro de Belén, cerca de la Iglesia de la Natividad. El edificio en el que se construyó el museo data de los siglos XVIII y XIX. Entre 1998 y 2000, el museo fue restaurado por el Departamento de Antigüedades, en coordinación con el PNUD y la Sociedad Ortodoxa Griega.
El museo alberga varios artefactos etnográficos y arqueológicos que muestran el proceso de producción del aceite de oliva. Los objetos expuestos demuestran el uso de aceite de oliva para lámparas, medicamentos, alimentos, jabón, cosméticos, etc